# Voïdokiliá
Voïdokiliá (grec moderne : Βοϊδοκοιλιά) est une baie et une plage située au nord de la commune de Pýlos, au sud-ouest du Péloponnèse en Grèce. La plage est sur la mer Ionienne, et a une forme de lettre oméga très caractéristique. La plage est séparée de l'adjacente lagune de Gialova, qui est un habitat aquatique d'oiseaux migrateurs protégé. Au sud de la plage on trouve le château médiéval appelé Paleokastro (ou château du Vieux-Navarin). 

## Histoire et mythe
Par dessus de la plage est la grotte de Nestor et dessus sont les ruines du château franc du XIIIe siècle appelé Vieux-Navarin ou Palaiokastro. Surplombant la plage se trouve la tombe du fils de Nestor, Thrasymédès de la période mycénienne (1680-1060 av. J.-C.).
Il est présumé que la plage correspond au "Pilos sablonneux" décrit par Homère, où Télémaque a été reçu par le roi Nestor lorsqu'il cherchait son père, Ulysse.

## Emplacement

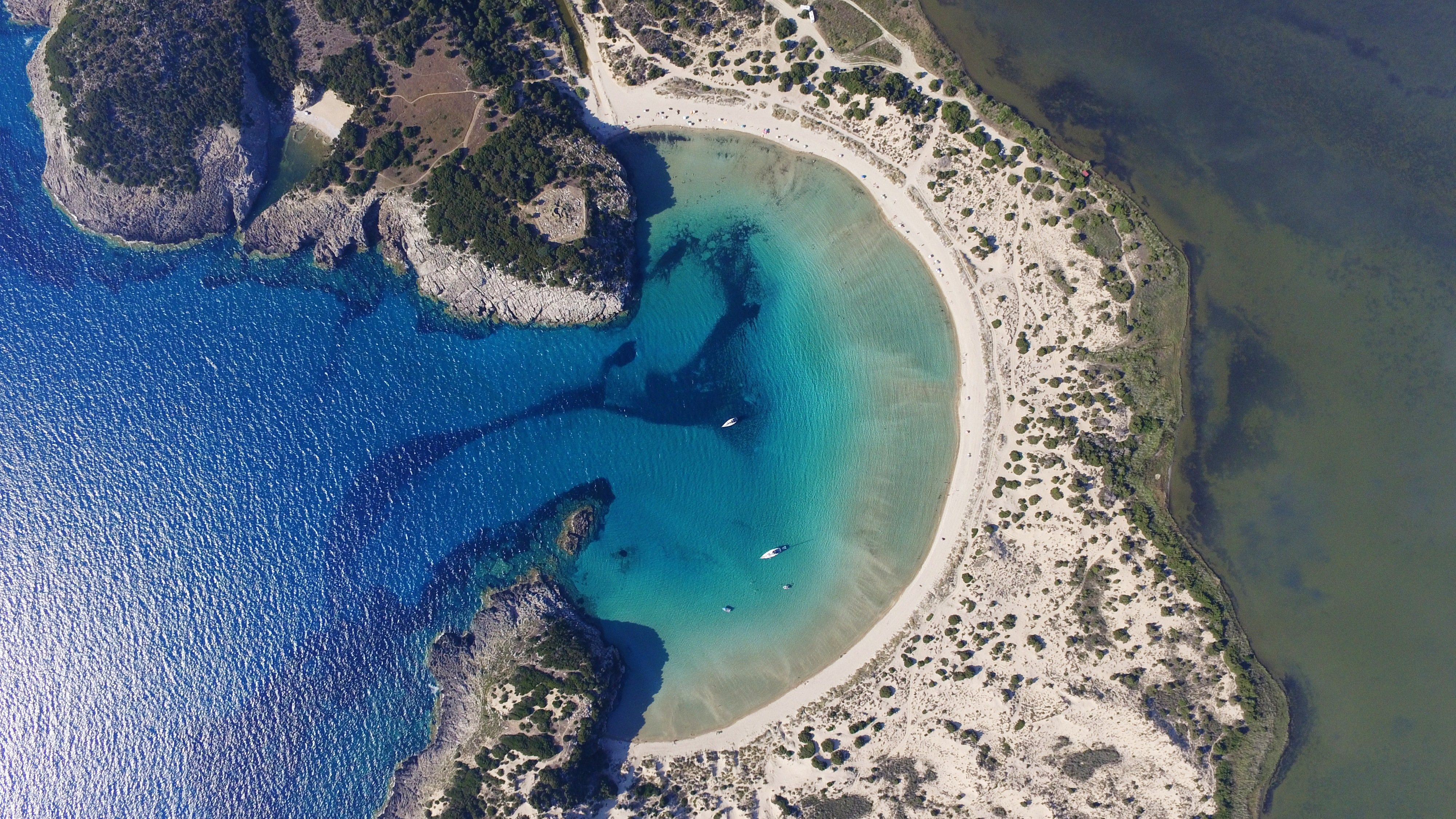
La plage de Voïdokiliá depuis l'air, avec la mer Ionienne à gauche et la lagune de Gialova à droite.

Une route de trekking commence depuis Voïdokiliá. La montée vers la grotte de Néstor commence au sud-ouest de la plage, et après la grotte la route continue vers Paliokastro. 
L'habitat aquatique de Gialova, une étape importante pour une variété d'oiseaux migrateurs, a été déclaré l'Habitat d'Importance Nationale le plus austral des Balkans. Il héberge 258 espèces d'oiseaux, dont 79 sont comprises dans le Livre Rouge de l'UICN des espèces en danger d'extinction.
La plage est accueillante pour les naturistes et les touristes homosexuels.